# Svindlande affärer (sång)
"Svindlande affärer", skriven av Bengt Palmers, är en poplåt framförd av Pernilla Wahlgren i filmen med samma namn 1985.
Melodin låg på Trackslistan under en omgång, på 20:e plats den 3 augusti 1985, och på Svensktoppen under 11 omgångar från 13 oktober till 22 december samma år. De tre första veckorna låg den på första plats och var först att toppa Svensktoppen vid nystarten, då programmet inte hade sänts sedan den 13 juni 1982.
En parodi i Framåt fredag hette "Svindlande vapenaffärer". Den handlade om Sveriges militärindustri och dess vapenförsäljningar, som uppmärksammats stort under 1980- och 1990-talen.